# Врата (Болгарія)
Врата́ (болг. Врата) — село в Пловдивській області Болгарії. Входить до складу общини Асеновград.

## Населення
За даними перепису населення 2011 року у селі проживали 29 осіб, усі — болгари.
Розподіл населення за віком у 2011 році:
Динаміка населення: